# Comuna Dănicei, Vâlcea
Dănicei este o comună în județul Vâlcea, Muntenia, România, formată din satele Bădeni, Ceretu, Cireșul, Dealu Lăunele (reședința), Dealu Scheiului, Dobrești, Drăgulești, Glodu, Gura Crucilor, Lăunele de Jos, Linia pe Vale, Udrești și Valea Scheiului.

## Demografie
Componența etnică a comunei Dănicei
     Români (90,94%)
     Alte etnii (0%)
     Necunoscută (9,06%)
Componența confesională a comunei Dănicei
     Ortodocși (90,64%)
     Alte religii (0,12%)
     Necunoscută (9,24%)
Conform recensământului efectuat în 2021, populația comunei Dănicei se ridică la 1.667 de locuitori, în scădere față de recensământul anterior din 2011, când fuseseră înregistrați 2.041 de locuitori. Majoritatea locuitorilor sunt români (90,94%), iar pentru 9,06% nu se cunoaște apartenența etnică. Din punct de vedere confesional, majoritatea locuitorilor sunt ortodocși (90,64%), iar pentru 9,24% nu se cunoaște apartenența confesională.

## Politică și administrație
Comuna Dănicei este administrată de un primar și un consiliu local compus din 11 consilieri. Primarul, Dumitru Pirneci[*], de la Partidul Social Democrat, este în funcție din 2004. Începând cu alegerile locale din 2024, consiliul local are următoarea componență pe partide politice:
|  | Partid                          | Consilieri | Componența Consiliului | Componența Consiliului | Componența Consiliului | Componența Consiliului | Componența Consiliului | Componența Consiliului |
|  | ------------------------------- | ---------- | ---------------------- | ---------------------- | ---------------------- | ---------------------- | ---------------------- | ---------------------- |
|  | Partidul Social Democrat        | 6          |                        |                        |                        |                        |                        |                        |
|  | Partidul Național Liberal       | 3          |                        |                        |                        |                        |                        |                        |
|  | Alianța pentru Unirea Românilor | 1          |                        |                        |                        |                        |                        |                        |
|  | Uniunea Salvați România         | 1          |                        |                        |                        |                        |                        |                        |

## Vezi și
- Biserica de lemn din Dobrești, Vâlcea
- Platforma Cotmeana (sit de importanță comunitară)